# Robert Vito
Robert Vito, nome completo Robert Vito Diaz (Tampa, 13 luglio 1987), è un attore statunitense.

## Biografia
Ha una sorella minore chiamata Elyssa.
Uno dei film più famosi in cui ha recitato è Missione 3D - Game Over del 2003, nella parte di Rez.

## Riconoscimenti
Robert Vito ha conseguito una nomination per quanto riguarda gli Young Artist Award nel 2004, insieme ad altri giovani attori quali Daryl Sabara, Bobby Edner, Matt O'Leary e Ryan Pinkston, per il film Missione 3D - Game Over.

## Filmografia
- Chicago Hope, episodio "Deliverance" (1998)
- Port Charles (Port Charles), episodi vari (2000-2001)
- Buffy l'ammazzavampiri (Buffy the Vampire Slayer), episodi: "Il rito (1ª parte)" ("Bargaining: Part 1"); "Il rito (2ª parte)" ("Bargaining: Part 2") (2001)
- My Best Friend's Wife (My Best Friend's Wife), regia di Doug Finelli (2001)
- The Bernie Mac Show (The Bernie Mac Show), episodio "Mac 101" (2002)
- Missione 3D - Game Over (Spy Kids 3-D: Game Over), regia di Robert Rodriguez (2003)
- American Dreams (American Dreams), episodio "Promesse da mantenere" ("And Promises to Keep") (2003)
- Urban Legend 3 (Urban Legends: Bloody Mary), regia di Mary Lambert (2005)